# هانك باترسون (لاعب كرة قاعدة)
هانك باترسون (بالإنجليزية: Hank Patterson) هو لاعب كرة قاعدة أمريكي، ولد في 17 يوليو 1907 في سان فرانسيسكو في الولايات المتحدة، وتوفي في 30 سبتمبر 1970 في Panorama City, Los Angeles ‏ في الولايات المتحدة.

## وصلات خارجية
- هانك باترسون على موقع جمعية أبحاث البيسبول الأمريكية (الإنجليزية)